# 大阪都市巴士

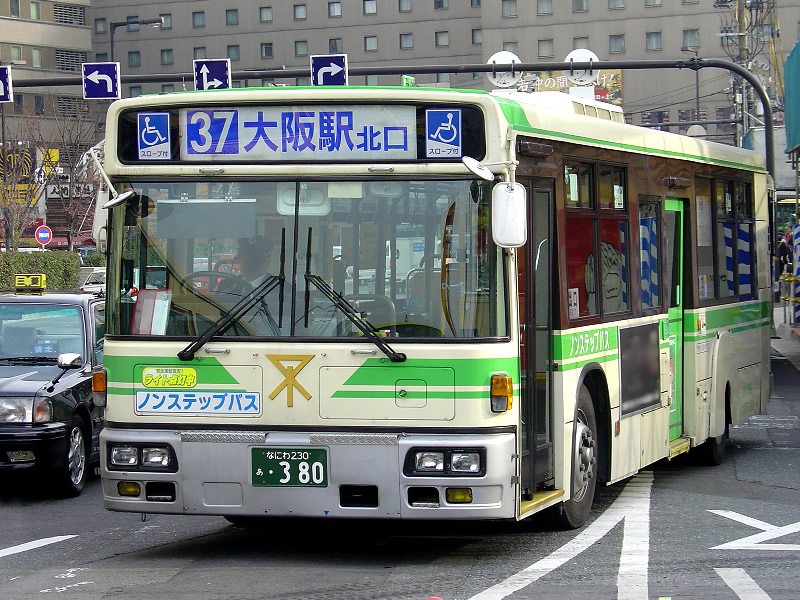
一般路线巴士

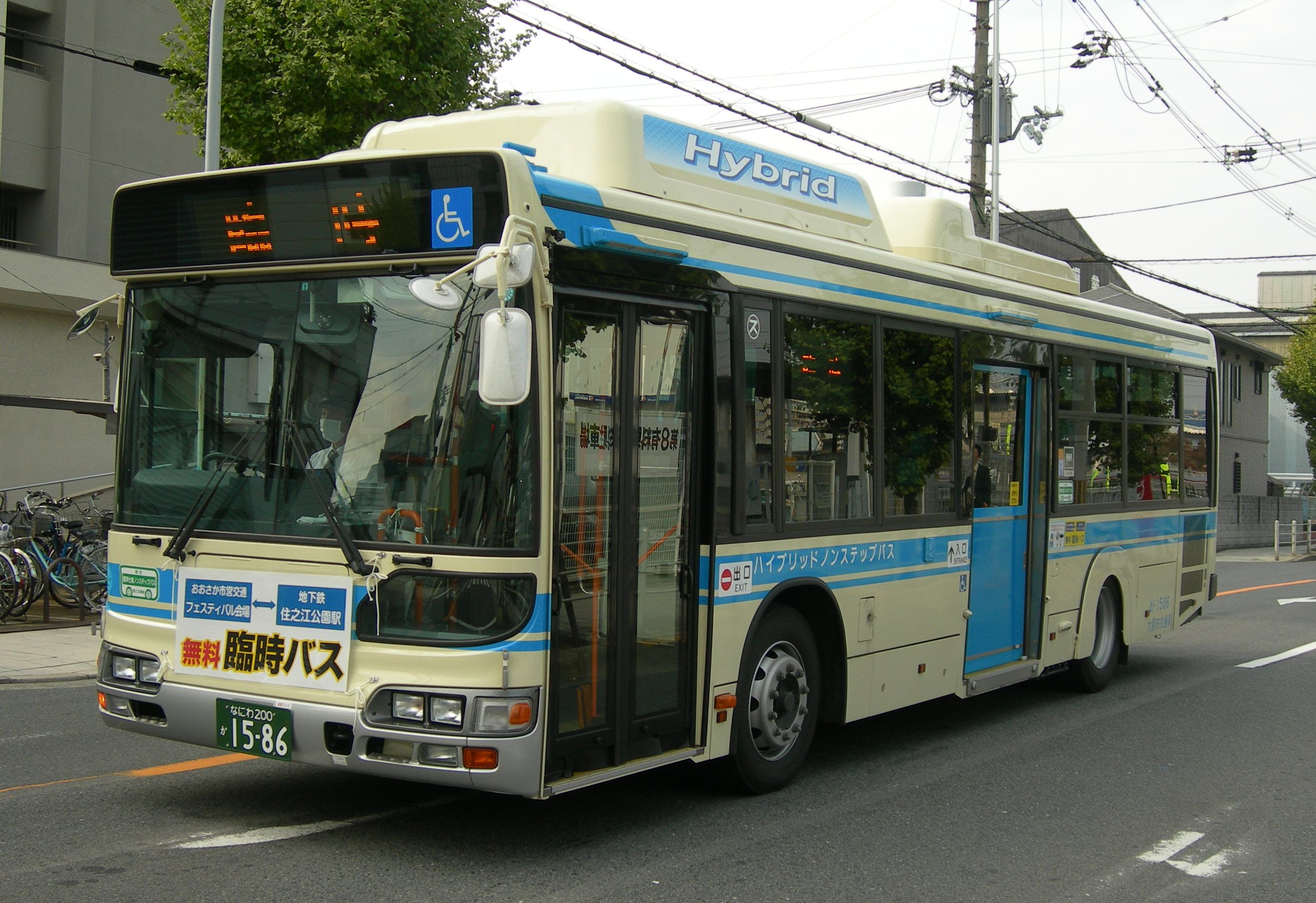
一般路线巴士

大阪都市巴士（日语：／ Osakacitybasu）是在日本大阪府大阪市运营的公共巴士系统。

## 概述
大阪都市巴士除了服务于大阪全市域外，也服务于相邻城市如：门真市、东大阪市、堺市、松原市、摄津市。曾在丰中市和八尾市设立过营业所，现在已经取消。
1966年的鼎盛时期车辆保有数目大约为1886台，随着改制、地铁的发展路线和车辆数目持续减少，2013年只剩下拥有556台车辆，甚至有两条紅色巴士结业。截至2009年，大阪都市巴士经营线路全长648.5千米。

## 乘车方式

### 票价
一般巴士线路成人单次票价210日元，儿童（包含小学生）为110日元。一岁以上的学龄前的儿童，可由一名已支付票价的成人携同乘车（2名为止），3名以上儿童需要支付额外的票价。不满1岁的婴儿免票。

### 乘车
上下客方式为后门上车，前门下车。

### 换乘
2014年4月1日起开始实施使用巴士-巴士、巴士-地铁等的换乘乘车券（PiTaCa·ICOCA等IC卡，彩虹卡和KANSAI卡以及乘车券）。使用现金支付的纸质次数票的换乘（只限巴士之间的换乘）方式被废止。
- 巴士之间的换乘：从换乘前的巴士上车开始90分钟内再换乘是免费的。
- 巴士与地铁换乘：合计扣除100日元。
- 以下换乘方式不被允许：
  - 卡内余额不足，不足部分使用现金支付时。
  - 使用不同的IC卡时。
  - 一张卡支付多人的车票时。

### 乘车卡等
除了现金和月票外，也可以使用以下的乘车券。
- 纸质次数券（普通·日间减价）

普通次数券以23枚210日元票4100日元贩售，或23枚110日元票2100日元贩售。
日间减价次数券是巴士下车时间10点至16点可以使用，以14枚210日元票2100日元的方式贩售。适用时间内，阪急巴士加岛线（巴士97号系統并行）和近铁巴士阪奈生驹线（巴士36号系統并行）的梅田-中茶屋间，也可以使用（稻田车库前站是大阪市外而同站上下车的时候可以使用日间减价券）。
- 次数卡（成人适用，限车内贩售）
- 享受环保卡（エンジョイエコカード，成人适用，限车内贩售）
- 彩虹卡和KANSAI卡（成人适用的500日元与1000日元的彩虹卡仅限车内贩售）
- 交通用IC卡（PiTaPa、ICOCA、Suica、TOICA、SUGOCA、kitaca、PASMO、manaca、nimoca、快捷卡）
- 大阪市敬老福祉乘车证

接触式IC卡，需要在下车时接触读取。

## 脚注
1. ↑  「大阪市営バスの本」P.97 1997年およびバスラマインターナショナルNo.137 P.10
2. ↑  バスラマ・インターナショナルNo.137 P.10 2013年4月25日发行